# Liste de séismes en Grèce

Carte des séismes en Grèce entre 1900 et 2017

Les principaux séismes en Grèce sont listés ci-après chronologuement :

## Séismes en Grèce à l'époque byzantine[1]
- 365 : un séisme suivi d'un tsunami détruit plusieurs villes de Crète[2]
- 375 ou 376 : séisme dans le Péloponnèse et en Crète[3].
- 415 : destruction de Gortyne.
- 460 : tremblement de terre en Thrace, dans l'Hellespont et les Cyclades[4].
- Vers 515 : séisme à Rhodes[5].
- 522 : Dyrrachium et Corinthe[6].
- 543 : Corinthe[7].
- 558 : Cos[8].
- 7 avril 796: tremblement de terre d'une magnitude comprise entre 7,1 et 7,9 particulièrement ressenti à Gortyne. Une basilique s'effondra. C'est le séisme qui aurait détruit le phare d'Alexandrie.
- 5 mai 824 : séisme à Panion et Héraclée de Thrace[9].
- 18 décembre 968 : Corfou[10].
- 2 novembre 1037 : tremblement de terre en Thrace, Macédoine et Thessalie, dont les répliques sont ressenties jusqu'à la fin du mois de janvier suivant[11].
- 23 septembre 1063 : séisme en Thrace, à Cyzique et Nicée[12].
- 1273 : Dyrrachium[13].
- 7 août 1303 (en) : Crète, Rhodes, Chypre[14].
- 1341 : Chora en Thrace[15].
- 1355 : littoral de Thrace[16].
- 20 mars 1389 : Chios.
- 14 janvier 1421 : Argos[17].
- 13 avril 1422 : Morée[17].
- 13 ou 20 mars 1430: Thessalonique[18]

## Séismes en Grèce à l'époque ottomane
- 29 mai 1508: fort séisme à Ierapetra, en Crète (7,2 plus ou moins 0,4). A Héraklion 4 maisons seulement sont demeurées intactes. On ne dénombra que 300 morts.
- 16 février 1810: une secousse de forte magnitude (évaluée à environ 7,8) détruisit un tiers des maisons d'Héraklion, faisant entre 2 000 et 3 000 victimes. Le séisme fut ressenti à Malte, Naples, Chypre et au Maghreb.

## Séismes en Grèce depuis l'indépendance
- 12 octobre 1856 : un séisme d'une très forte magnitude (évalué à 8,2 + ou - 0.4) a détruit une grande partie des habitations de l'ensemble de la Crète. 11.317 maisons ont subi des dégâts dont 6 512 détruites entièrement. Sur toute l'île 538 morts ont été dénombrés, 637 ont été blessés grièvement.
- 3 avril 1881 : un séisme de magnitude 7,3 environ frappe l'île de Chios et les côtes turques voisines. 25 des 64 villages de l'île sont détruits, tandis que 15 autres sont gravement endommagés[19].
- 18 février 1910 : Fort séisme à La Canée provoquant de nombreux dégâts. Le tremblement de terre fit 6 victimes à Kalipetro.
- 22 avril 1928 : Séisme de 1928 de Corinthe de 6,4 sur l'échelle de Richter rase la ville de Corinthe
- 25 février 1935 : un séisme de 7 sur l'échelle de Richter rase totalement les villages de Skalani, Anopoli, Gournes. 8 personnes sont mortes, 204 ont été blessées. Le tremblement de terre fut ressenti jusqu'au Caire.
- 12 aout 1953 : s'approchant et grossissant depuis trois jours, un séisme de magnitude 7,2 remonte la totalité de l'île de Céphalonie de 60 cm. 90 % des habitations sont détruites. Des villages entiers sont avalés par des fissures s'ouvrant dans le sol, d'autres sont balayés par des glissements de terrain. Zante et Ithaque sont également très touchées. Environ 450 personnes sont mortes[20].
- 9 juillet 1956 : À Amorgós, un violent séisme, d'une magnitude de 7,7, provoque des tsunamis qui parviennent jusqu'aux côtes crétoises. De nombreux dégâts sont occasionnés sur les îles d'Anafi, Naxos, Patmos, Paros et Santorin. 53 personnes meurent et près de 3000 maisons sont endommagées (dont 529 complètement détruites)[21]. À certains endroits le raz-de-marée avait une hauteur de trente mètres.
- 20 juin 1978 : Séisme de 1978 de Thessalonique (en), de magnitude 6,5, faisant 47 morts.
- 7 septembre 1999 : Séisme (en) de 5,9 sur l'échelle de Richter dans les environs d'Athènes, principalement à Acharnes. 140 morts environ, 60 000 sans-abris et de nombreux dégâts occasionnés[22] (les dégâts ont été estimés à 600 millions d'euros).
- 8 janvier 2006 : un séisme (en) de magnitude 6,8 a frappé le sud de la Grèce, faisant un blessé et des dégâts matériels, principalement sur l'île de Cythère et à La Canée.
- 8 juin 2008 : un séisme (en) de magnitude 6,5 a frappé le sud-ouest de la Grèce, faisant deux morts, selon les médias locaux qui ont également fait état de sept blessés.
- 15 juillet 2008 : un séisme (en) de 6,4 de magnitude a frappé l'île de Rhodes faisant un mort.
- 17 novembre 2015 : un séisme de 6,6 de magnitude de moment[23] frappe l'île de Leucade et fait 2 morts et des dommages routiers.
- 21 juillet 2017 : un séisme de magnitude 6,7 a été ressenti sur les îles du Dodécanèse. L'île de Kos a été particulièrement touchée. Elle compte deux morts à la suite de l'effondrement d'un bâtiment, plus d'une centaine de blessés et de nombreux dégâts matériels[24].
- 25 octobre 2018 : un séisme de magnitude 6,8 touche les îles Ioniennes, faisant trois blessés et quelques dégâts sur l'île de Zante[25].
- 19 juillet 2019 : un séisme de magnitude 5,1 est ressenti au nord-ouest de l'agglomération athénienne[26].
- 30 octobre 2020 : un séisme de magnitude 7 frappe l'île de Samos, produisant un mini-tsunami, et la ville turque d'Izmir. La catastrophe fit deux victimes côté grec[27].
- 4 mars 2021 : une première secousse de magnitude 6,2, suivie le lendemain d'une réplique de 5,9 de magnitude, frappent la Thessalie entre Larissa, Týrnavos et Elassóna[28].
- 26 janvier 2025 : un essaim sismique se déclenche en mer Égée, au large de l'archipel de Santorin, Íos, Ánydros et Anáfi.